# قرار مجلس الأمن التابع للأمم المتحدة رقم 2397
قرار مجلس الأمن التابع للأمم المتحدة رقم 2397، المتخذ بالإجماع في 22 ديسمبر 2017 ردًا على إطلاق كوريا الشمالية لصاروخ باليستي عابر للقارات من طراز هواسونغ -15 في 28 نوفمبر من ذلك العام. وأدان القرار الإطلاق وزاد من تشديد العقوبات على البلاد وفرض قيودًا على واردات الوقود وغيرها من التجارة، فضلاً عن قدرة المواطنين الكوريين الشماليين على العمل في الخارج. في 24 ديسمبر، صرحت وزارة الخارجية الكورية الشمالية أن القرار يشكل عملاً حربياً.

## أحكام
القرار له عدة أحكام. يحد من واردات كوريا الشمالية من البترول المكرر إلى 500,000 برميل لكل فترة 12 شهرًا، بدءًا من 1 يناير 2018. كما تم حظر تصدير المواد الغذائية والآلات والمعدات الكهربائية والأتربة والأحجار والأخشاب والسفن من كوريا الشمالية وتصدير المعدات الصناعية والآلات وعربات النقل والمعادن الصناعية إليها. وفرض تجميد الأصول على وزارة القوات المسلحة الشعبية الكورية الشمالية ومسؤولي البنوك. تم تفويض الدول الأعضاء في الأمم المتحدة «بمصادرة وتفتيش وتجميد وحجز أي سفينة في مياهها الإقليمية» يثبت أنها تزود كوريا الشمالية بالنفط بشكل غير قانوني.
كما دعا القرار إلى عودة جميع المواطنين الكوريين الشماليين الذين يحصلون على دخل في الخارج، مع بعض الاستثناءات الإنسانية، في غضون 24 شهرًا.

## أسباب التصويت
وقالت السفيرة الأمريكية لدى الأمم المتحدة نيكي هايلي إن الإطلاق «كان انتهاكًا غير مسبوق يتطلب ردًا غير مسبوق» وأن «مزيدًا من التحدي سيؤدي إلى مزيد من العزلة». ووصف الممثل الدائم لفرنسا، فرانسوا ديلاتر، القرار بأنه «خطوة مهمة في تعزيز العمل ضد استفزازات» كوريا الشمالية. وقال المندوب الدائم لمصر، عمرو عبد اللطيف أبو العطا، إنه صوت لصالح القرار «للحفاظ على مصداقية معاهدة عدم انتشار الأسلحة النووية، التي يجب أن تكون ملزمة دون تمييز أو تفرقة». وقال الممثل الدائم لكازاخستان لدى الأمم المتحدة، خيرت عمروف، إنه «يجب التأكيد على الطابع المؤقت للعقوبات حتى تكون للتدابير النتيجة المرجوة من إجراء محادثات».

## رد فعل كوريا الشمالية
في 24 ديسمبر 2017، أصدرت وزارة الخارجية الكورية الشمالية بيانًا قالت فيه إن القرار «بمثابة حصار اقتصادي كامل على جمهورية كوريا الشعبية الديمقراطية». ووصف البيان القرار بأنه «انتهاك خطير لسيادة» كوريا الشمالية و«عمل حربي ينتهك السلام والاستقرار في شبه الجزيرة الكورية والمنطقة». وبحسب البيان، فإن الأسلحة النووية تخدم «ردع دفاعي عن النفس لا يتعارض مع أي قانون دولي» حيث تم تطويرها «بطريقة عادلة ومشروعة خارج معاهدة عدم انتشار الأسلحة النووية من أجل وضع إنهاء السياسة العدائية والتهديدات النووية والابتزاز للولايات المتحدة».

## روابط خارجية
- نص القرار في undocs.org
- بيان حقائق: قرار مجلس الأمن الدولي رقم 2397 بشأن كوريا الشمالية